# Роздол (Голованівський район)
Роздо́л — село в Голованівській громаді Голованівського району Кіровоградської області України. Населення становить 538 осіб.

## Люди, пов'язані з селом
- Єжи Здзеховський (1880—1975) — польський політик і економіст, депутат Сейму.
- Шинкаренко Станіслав Гаврилович (1922—1991) — український радянський живописець.

## Населення
Згідно з переписом УРСР 1989 року чисельність наявного населення села становила 559 осіб, з яких 228 чоловіків та 331 жінка.
За переписом населення України 2001 року в селі мешкало 536 осіб.

### Мова
Розподіл населення за рідною мовою за даними перепису 2001 року:
| Мова       | Відсоток |
| ---------- | -------- |
| українська | 94,42 %  |
| російська  | 3,16 %   |
| молдовська | 2,23 %   |
| білоруська | 0,19 %   |